# Castro Urdiales
Castro Urdiales ist eine Stadt in der spanischen Autonomen Region Kantabrien.

## Geographie und Klima

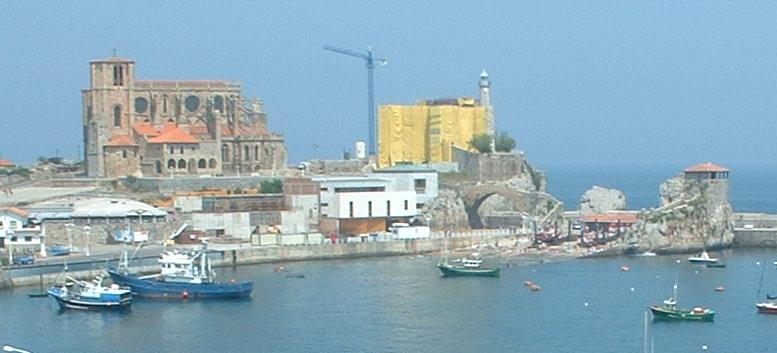
Festungsturm Santa Ana

Die Stadt ist Hauptort der gleichnamigen Gemeinde (Municipio), sie liegt an der Costa Oriental und ist die drittgrößte Stadt Kantabriens. Dank der Lage am Golf von Biskaya herrscht gemäßigtes maritimes Wetter: feucht, mit kühlen Sommern und milden Wintern.
Gemeindegliederung

Neben dem namensgebenden Hauptort gehören folgende Orte zur Gemeinde Castro Urdiales: Allendelagua, Baltezana, Cerdigo, Islares, Lusa, Mioño, Ontón, Oriñón, Otanes, Sámano, Santullán, Sonabia und Talledo.

## Geschichte
Zahlreiche Felsmalereien in Höhlen weisen auf eine prähistorische Besiedelung hin.
Plinius der Ältere erwähnt in seiner Naturalis historia einen Ort namens Portus Amanus (Hafen der Amanen) und das Castrum Vardulies (Lager der Vardulen). 74 n. Chr. wurde die römische Kolonie Flaviobriga im Bereich beider Plätze gegründet und nach Vespasian benannt.

## Sehenswürdigkeiten
- Kirche Santa Maria
- Festung Santa Ana

## Berühmte Söhne und Töchter der Stadt
- Ataúlfo Argenta (1913–1958), Pianist und Direktor des spanischen Nationalorchesters
- Eladio Laredo (1864–1941), Architekt
- Pedro Zaballa (1938–1997), Fußballspieler
- Ricardo Cortés Lastra (* 1969), Politiker
- Eladio Sánchez (* 1984), Radrennfahrer
- Carlos Tobalina (* 1985), Kugelstoßer